# Hopfenmühle (Schlüsselfeld)
Hopfenmühle ist ein Gemeindeteil der Stadt Schlüsselfeld im Landkreis Bamberg (Oberfranken, Bayern). Hopfenmühle liegt in der Gemarkung Reichmannsdorf.

## Geografie
Die Einöde liegt am Allbach und ist unmittelbar von Weiherplatten umgeben. Ein Anliegerweg führt unmittelbar östlich zur Kreisstraße BA 2/ERH 34, die nach Reichmannsdorf zur Staatsstraße 2262 (0,6 km nordwestlich) bzw. nach Albach verläuft (1,7 km südöstlich).

## Geschichte
1802 kam Hopfenmühle an das Kurfürstentum Bayern. Im Rahmen des Gemeindeedikts (frühes 19. Jahrhundert) entstand die Ruralgemeinde Reichmannsdorf, zu der Hopfenmühle gehörte.
Am 1. Mai 1978 wurde die Gemeinde Reichmannsdorf im Zuge der Gebietsreform in die Stadt Schlüsselfeld eingegliedert.

## Baudenkmäler
- Katholische Kapelle, Bildstock, sogenannter Pfaffenmarter